# Synco

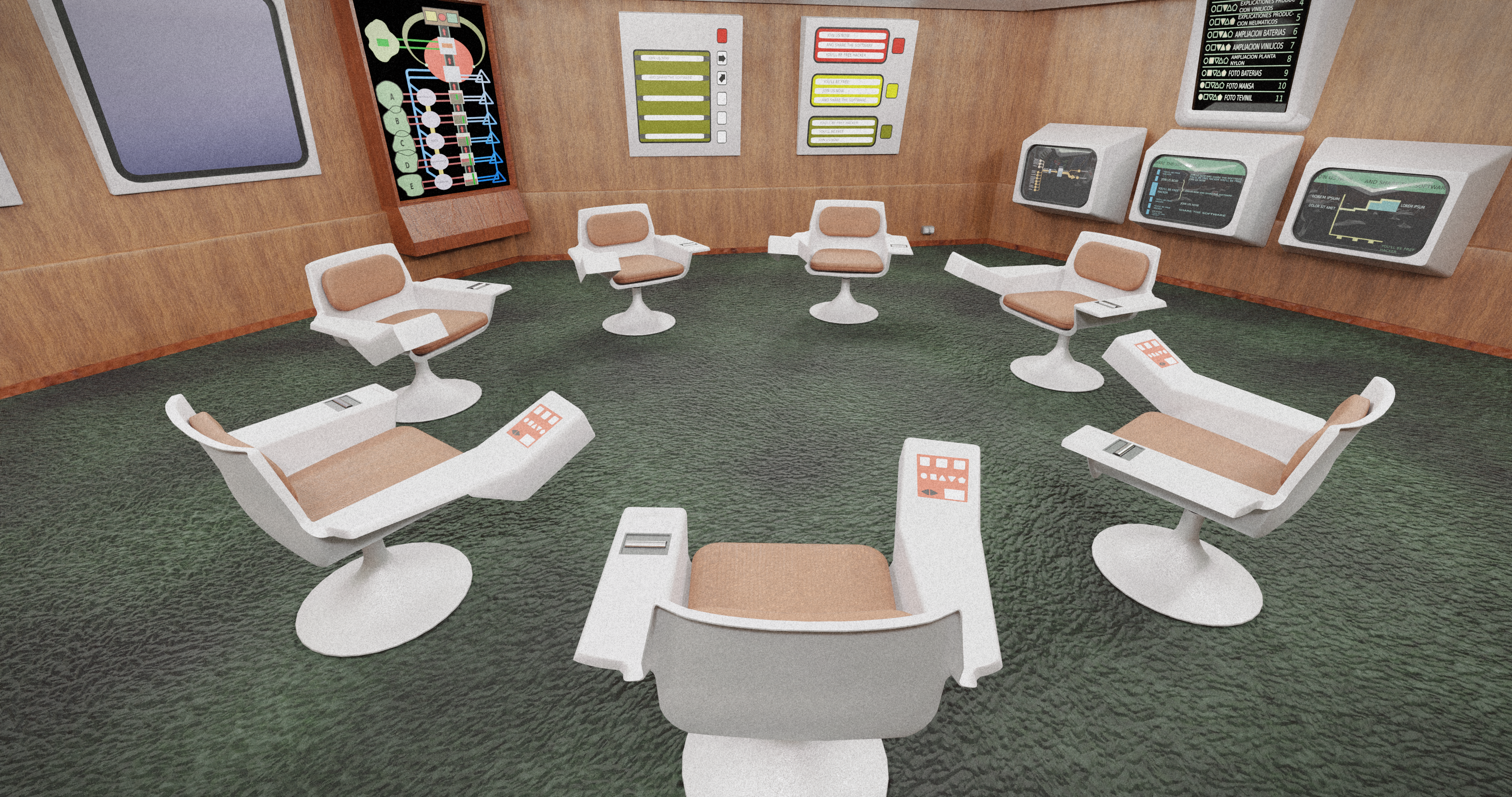

O projeto Synco ou projeto Cybersyn foi a tentativa chilena de planejamento econômico controlado em tempo real, desenvolvido durante o Governo de Salvador Allende. Em essência, se tratava de uma rede de máquinas de teletipo que intercomunicava às fábricas a um centro de computação em Santiago, que controlava às máquinas empregando os princípios da cibernética. O principal arquiteto do sistema foi o cientista britânico Stafford Beer.

## História
Em princípios dos  anos 1970, Stafford Beer recebeu a solicitação do Governo de Salvador Allende de estruturar este sistema. A construção levou um ano (de novembro de 1971 a novembro de 1972), embora nunca tenha sido completada.
O sistema teve a oportunidade de demostrar sua utilidade em outubro de 1972, quando 40.000 caminhoneiros em greve bloquearam as ruas de Santiago.  Utilizando as máquinas de teletipos, o governo foi capaz de coordenar o transporte de alimentos à cidade com os cerca de 200 caminhões leais a Allende, que não se encontravam em greve. Comentando este feito, Beer lembrava modestamente: "Comunicação é controle".
Após o golpe militar de 11 de setembro de 1973, o centro de controle foi destruído.

## O sistema
Dado que existiam 500 teletipos sem uso, todos adquiridos durante o Governo de Eduardo Frei Montalva, cada uma das máquinas foi instalada numa fábrica. No centro de controle em Santiago, um computador processava diariamente a informação recebida das fábricas. Ao processar esta informação, se obtinham previsões de curto prazo e recomendações para realizar melhoras. Existiam quatro níveis de controle (companhia, ramal, setor e total) que contavam com retroalimentação algedônica (se o nível de controle inferior não podia solucionar um problema em um intervalo de tempo determinado, o nível superior era notificado a respeito). Os resultados eram discutidos na sala de operação e se elaborava um plano global.
O software do projeto Synco se chamava Cyberstride e empregava filtros bayesianos e controle bayesiano. Foi escrito por uma equipe de programadores chilenos, em consulta a 12 programadores britânicos.
A sala de operações (Opsroom) contava com um aspecto bastante futurista, parecia (segundo o próprio Beer) "o cenário de um filme de ficção científica… Nela, não há nenhum papel. A informação é mostrada em telas ao redor da sala, em modelos electrônicos animados.". Havia um mobiliário composto por 7 cadeiras giratórias (consideradas as melhores para a criatividade) com painéis de botões; estes botões controlavam várias telas gigantes, em que se podia projetar a informação, e outros painéis com informação sobre o estado de operações .
O projeto é mencionado no livro Platform for change, de Stafford Beer.

## Vínculos
- Eden Medina, "Designing Freedom, Regulating a Nation: Socialist Cybernetics in Allende's Chile." Journal of Latin American Studies 38 (2006):571-606.
- CyberSyn.cl
- SYNCO, ucronia escrita por Jorge Baradit, sobre um Chile onde Pinochet é leal a Allende, o Golpe de 1973 é desbaratado pelo Governo e se desenvolve o projeto SYNCO.